# Bleep techno
Pour les articles homonymes, voir Bleep.
Genres dérivés
UK garage, UK bass, dubstep, bassline house
La bleep techno (aussi appelée Yorkshire bleep, Sheffield bleep, bleep and bass, ou simplement bleep) est un genre régional de la techno ayant émergé à la fin des années 1980 dans le nord de l'Angleterre, plus précisément dans le Yorkshire,. Nommée d'après ses sons de synthétiseurs minimalistes, la bleep techno combine l'influence de la techno et de la house américaines avec des éléments électro et des basses lourdes inspirées de la culture des sound systems reggae. Le style connait un succès commercial entre 1989 et 1991, et est associé aux artistes du label Warp Records de Sheffield. Il est caractérisé comme le premier style de musique de danse électronique typiquement britannique,.

## Histoire
Dans les années 1980, la scène musicale rave britannique en plein essor s'est construite en grande partie autour de disques américains de house et techno importés de villes comme Chicago, Détroit et New York, tandis que les morceaux britanniques étaient généralement considérés comme de second ordre. Cette situation change avec le single The Theme (1988) du groupe Unique 3, originaire de Bradford, généralement considéré comme le premier single de bleep techno en raison de son mélange sans précédent de Chicago house avec des éléments de hip-hop et de reggae, avec des basses profondes et des « mélodies bleepy, des rythmes traînants de TR-909 et des sons de synthé bizarres. »
Après la sortie de The Theme, une vague d'artistes dans des villes comme Sheffield, Leeds, Leicester et Birmingham commencent à faire de la musique inspirée par ce nouveau son. Le label Warp Records nouvellement fondé devient le label le plus important du genre en 1989, avec des groupes et artistes comme Sweet Exorcist, Forgemasters, LFO et Nightmares on Wax qui deviennent des figures importantes du style. La première sortie de Warp est Track with No Name de Forgemasters, financée par l'Enterprise Allowance Scheme du Royaume-Uni, une subvention destinée à aider les jeunes chômeurs à créer des entreprises. Le single éponyme de LFO atteint la douzième place des charts britanniques en 1990. Entre 1989 et 1991, la bleep techno devient l'un des styles rave les plus populaires d'Angleterre.

## Caractéristiques
La bleep techno est un sous-genre clairsemé et sombre de la techno, principalement défini par des synthétiseurs electro minimalistes (les bleeps éponymes) et des sub-basses inspirées des sound systems dub et reggae. Les synthétiseurs courts et mélodiques du genre peuvent ressembler à des bruits futuristes de science-fiction ou à des bruits de calculatrices de poche. Outre l'aspect techno de Détroit et Chicago house, le style comporte également des éléments de hip-hop et des motifs de boîtes à rythmes inspirés du breakbeat, combinant l'attraction hypnotique de l'acid house avec la « syncope skippy » qui préfigure la jungle. Les morceaux comportent souvent des rythmes nets et précis et des basses profondes de Roland TR-808. Les boîtes à rythmes Roland TR-909 avec syncopes sont fréquemment utilisées.